# نوک‌تخت رخ‌زیتونی
نوک‌تخت رخ‌زیتونی یا مگس‌گیر رخ‌زیتونی (نام علمی: Tolmomyias viridiceps) گونه‌ای از پرندگان تیرهٔ ژیان‌مرغان (Tyrannidae) است که در جنگل‌های ساحلی و در حاشیه جنگل در غرب آمازون یافت می‌شود.